# Рышкан-Дерожинский, Егор Леопольдович
Рышкан-Дерожинский Егор Леопольдович (рум. Gheorghe Rîșcanu-Derojinski) — офицер, политик и филантроп из Российской империи. Благодаря его благотворительной деятельности, молдавский город Рышкань был назван в его честь.

## Семейство
Мать Егора Рышкана-Дероджинского была Смаранда Рышкану, которая принадлежала к старым родам молдавских бояр, будучи дочерью спафария Матея Рышкану и Касандры Стурдза . Отец Егора Рышкан-Дерожинского был полковником татаристской армии Леопольдом Дероджинским.
Егор Рышкан-Дероджинский женился на Екатерине, девушке Александра Руссо, с которой у него было 6 детей.

## Биография
После завершения обучения в 1857 году в школе младших офицеров, Егор Рышкан-Дерожинский является военной карьерой в течение короткого периода своего звания майора. После его ухода с военной службы по состоянию здоровья 6 февраля 1863 года он был избран членом Нобелевской ассамблеи Басарабии, представляющей округ Яссы. 12 февраля 1864 года он был назначен младшим государственным чиновником (циничным со специальными миссиями) губернатора Бессарабии, генерал-майор Платон А. Антонович (1 августа 1863 — 30 ноября 1867) и 22 сентября Егор Рашкан-Дерожинский становится исправиком округа Кишинёв. Между 1870 и 1874 годами он был мебблом в руководстве госком Басаравии, где он возглавляет деятельность департамента социальной защиты. Пик его карьеры достиг в 1872 году, когда он был избран маршалом (лидером) басарабской знати.
Занимаясь успешной военно-административной карьерой, бум Егора Рышкану-Дерожинского играет важную роль в экономическом развитии его поместья. В 1856 году, в своем имении, на левом берегу реки Копачанка, Егор Рышкан-Дероджинский забирает деревянную церковь. Затем, в 1858 году, церковь построена из камня с «Поклонением Богоматери». Также благодаря boiboom, как говорится в редакционной статье Сборник бест Арабского земелья, строится почтовая станция.
В 1866 году он обратился к русским чиновникам с просьбой создать почтовую станцию, которая два года спустя, 15 мая 1868 года, была введена в эксплуатацию. Благодаря финансовой поддержке в октябре 1869 года была построена государственная школа для мальчиков, в 1871 году — больница с двумя комнатами и 20 кроватями, а в 1874 году была открыта воскресная школа ремесел.
В XIX веке, в 70-х годах, Рышкан-Дерожинский бум построил семейный дом в Кишиневе. Городской конац был построен по проекту архитектора Александру Бернарlацци, который был архитектором Кишинева между 1856 и 1878 годами. Исторический памятник национального значения — одно из самых красивых зданий Кишинева, которое было старым, но лежало в руинах в течение нескольких лет.
В 1873 году Егор Рышкан-Дерожинский был одним из основателей бессарабского Таврическво банка, руководство которого работало до 1874 года, когда он заболел и больше не баллотировался на должность. Он умер в 1879 году и был похоронен в церкви с храмом «Богоматерь Господня» в городе, который должен был носить его имя, город Рышкань.